# Gai Fufi Gemin
Gai Fufi Gemin (en llatí: Gaius Fufius Geminus) va ser un magistrat romà del segle i. Formava part de la gens Fúfia, una gens romana d'origen plebeu. Va ser cònsol l'any 29 junt amb Luci Rubel·li Gemin. Se sospita que era fill o parent de Fufi Gemin, governador de Pannònia l'any 35 aC. Va exercir el càrrec durant el regnat de l'emperador Tiberi que era qui nomenava de facto als cònsols.